# Salacia odorata
Salacia odorata är en benvedsväxtart som beskrevs av Lombardi. Salacia odorata ingår i släktet Salacia och familjen Celastraceae. Inga underarter finns listade.